# Cattedrale di Sant'Agostino (Kalamazoo)
La cattedrale di Sant'Agostino è una cattedrale cattolica e chiesa parrocchiale situata a Kalamazoo nel Michigan, sede del vescovo della diocesi di Kalamazoo.

## Storia
La parrocchia venne fondata nel 1856, ma l'attuale edificio fu completato nel 1951 e infine innalzato a cattedrale solamente nel 1970. Nel 2020 è stata restaurata su impulso del vescovo  Paul Joseph Bradley.